# Matthew Wadsworth
Pour les articles homonymes, voir Wadsworth.
Matthew Wadsworth est un luthiste et théorbiste britannique né en 1974 à Manchester au Royaume-Uni.

## Formation
Né aveugle en 1974 à Manchester, Matthew Wadsworth est un des premiers enfants aveugles à suivre les cours d'une école secondaire ordinaire en Grande-Bretagne, et le tout premier aveugle à fréquenter la Royal Academy of Music.
Il étudie le luth avec Nigel North à la Royal Academy of Music et remporte en 1997 le « London Student of the Year award » (Prix de l'étudiant londonien de l'année) pour son travail sur le développement d'une tablature Braille pour le luth,.
Il passe ensuite un an au Royal Conservatory of Music de La Haye aux Pays-Bas.

## Carrière
Matthew Wadsworth se produit régulièrement en concert avec la soprano Carolyn Sampson dans un répertoire de chant et de luth ou de théorbe Renaissance.
Par ailleurs, il joue en concert avec de nombreux ensembles comme The Academy of Ancient Music, l'English Touring Opera, la Birmingham Opera Company, l'Independent Opera, The Netherlands Bach Society, I Fagiolini, The English Cornett and Sackbut Ensemble, The Musicians of the Globe, l'Arion Orchestre Baroque, The Theatre of Early Music et Les Violons du Roy.
Enfin, il joue également avec le Paraorchestra, un groupe de talentueux musiciens handicapés.

## Discographie
Matthew publié ses enregistrements sur les labels Avie, Deux-Elles, Linn, EMI, Channel Classics et Wigmore Live,,.
- 2003 : 14 Silver Strings, musique pour théorbe de Kapsberger et Alessandro Piccinini avec Gary Cooper (clavecin et orgue) et Mark Levy (viole de gambe, lirone et violone)
- 2004 : Away Delights – Lute solos and songs from Shakespeare's England by Robert Johnson, avec la soprano Carolyn Sampson
- 2005 : When Laura Smiles, musique et chansons de Philip Rosseter, avec le ténor James Gilchrist
- 2006 : Masters of the lute (musique de John Dowland, Robert Johnson, Allesandro Piccinini, Giovanni Kapsberger)
- 2008 : The Knight of the Lute - Music from the Varitie of lute lessons of 1610 (musique de John Dowland)
- 2010 : Not Just Dowland - Songs For Soprano And Lute (musique de Dowland, Rosseter et Johnson), avec la soprano Carolyn Sampson